# Tlaocera saga
Tlaocera saga är en skalbaggsart som beskrevs av Louis Albert Péringuey 1904. Tlaocera saga ingår i släktet Tlaocera och familjen Melolonthidae. Inga underarter finns listade i Catalogue of Life.